# Búšehr
Búšehr (persky بوشهر /Būshehr/) je město v jihozápadní části Íránu a správní město stejnojmenné provincie, nacházející se na pobřeží Perského zálivu. Žije v něm 165 377 obyvatel (dle odhadu z roku 2005) a je zároveň správním městem stejně pojmenované oblasti. V srpnu 2010 byla nedaleko města spuštěna první jaderná elektrárna v Íránu.

## Jaderná elektrárna v Búšehru
Nedaleko města se nachází jaderná elektrárna Búšehr. Jedná se o první jadernou elektrárnu v Íránu. Její stavba byla dokončena v roce 2010, po napadení počítačovým virem však začala vyrábět elektrickou energii až v roce 2011. Stavbu dvou reaktorů zahájila v roce 1975 německá společnost Kraftwerk Union AG na objednávku šáhovy vlády. Měla stát 4 až 6 miliard dolarů a dokončit ji hodlali Německo a Írán za šest let. V roce 1979 však v Íránu proběhla Islámská revoluce, po které se od něj odvrátily západní země a německá společnost Írán opustila. Projekt jaderné elektrárny byl zmrazen až do roku 1992, kdy íránská vláda podepsala smlouvu o spolupráci v oblasti mírového jádra s Ruskem. Ruský Rosatom zahájil práce na elektrárně o šest let později. Navázal na německé základy a ve spolupráci s Íránci ji dostavěl v roce 2010.